# Erica Magnaldi
Erica Magnaldi, née le 24 août 1992 à Coni, est une coureuse cycliste italienne membre de l'équipe Bepink-Cogeas depuis 2017.

## Biographie
Au Tour d'Espagne, elle est sixième en haut des Lacs de Covadonga et se classe huitième du classement général. Sur la quatrième étape du Tour de Burgos, elle se détache du reste des favorites et prend la deuxième place derrière Vollering. Elle est régulière sur Tour d'Italie et en prend la cinquième étape. Elle est ensuite treizième du Tour de France. Au Tour de l'Ardèche, dans la cinquième étape qui comporte la montée du Mont Lozère, Erica Magnaldi est la seule à pouvoir suivre Marta Cavalli. Elle prend la deuxième place,. Elle est aussi deuxième de la septième étape et conclut l'épreuve à la deuxième.

## Palmarès sur route

### Par année
- 2018
  - 7e étape du Tour cycliste féminin international de l'Ardèche
  -  Médaillée de bronze de la course en ligne des Jeux méditerranéens
- 2019
  - 10e du Trofeo Alfredo Binda
- 2021
  - 2e de La Périgord Ladies
  - 9e de la Classique de Saint-Sébastien
- 2022
  - 8e du Tour d'Italie
  - 10e du Tour de Scandinavie
- 2023
  - 2e du Grand Prix de Chambéry
  - 2e du Tour cycliste féminin international de l'Ardèche
  - 5e du Tour d'Italie
  - 8e de La Vuelta Femenina
  - 8e du Tour de Romandie
  - 10e du Tour de Burgos
- 2024
  - 3e du Grand Prix de Chambéry
- 2025
  - Grand Prix de Chambéry
  - 10e du Tour de Romandie

### Résultats sur les grands tours

#### Tour d'Italie
8 participations
- 2018 : 13e
- 2019 : 10e
- 2020 : 19e
- 2021 : 13e
- 2022 : 8e
- 2023 : 5e
- 2024 : 14e
- 2025 : 24e

#### Tour de France
3 participations :
- 2022 : 18e
- 2023 : 13e
- 2024 : 12e

#### Tour d'Espagne
3 participations
- 2023 : 8e
- 2024 : 15e
- 2025 : 23e

### Classements mondiaux
| Année                                 | 2017 | 2018 | 2019 | 2020 | 2021 | 2022 | 2023 | 2024 |
| ------------------------------------- | ---- | ---- | ---- | ---- | ---- | ---- | ---- | ---- |
| Classement UCI                        | 312e | 53e  | 88e  | 87e  | 56e  | 83e  | 34e  | 94e  |
| UCI World Tour                        | nc   | 42e  | 58e  | 72e  | 48e  | 58e  | 34e  | 80e  |
|                                       |      |      |      |      |      |      |      |      |
| Légende : nc = non classéSource : UCI |      |      |      |      |      |      |      |      |